# Мурівка
Мурі́вка —  село в Україні, у Чернігівському районі Чернігівської області. Входить до складу Березнянської селищної громади. Населення становить 9 осіб. До 2020 року орган місцевого самоврядування — Миколаївська сільська рада.